# Janet Mondlane
Janet Rau Johnson Mondlane i el seu marit, Eduardo Chivambo Mondlane van ser fundadors del FRELIMO i col·laboro en l'organització de l'alliberament de Moçambic del colonialisme portuguès.
Janet va néixer en 1935 en Illinois, i va créixer en una família de classe mitjana acomodada americana. En 1951 als 17 anys, participa en un campament d'església a Geneva (Wisconsin) on coneix Eduardo Mondlane, qui està donant un discurs sobre el futur d'Àfrica. En 1956, cinc anys més tard, es casen després de tots dos es graduen, ella en un grau i ell en un estudi de postgrau. Al moment del seu matrimoni, Janet tenia 22 i Eduardo 36. Van tenir tres fills Eduardo Jr., Chude, i Nyeleti.
En 1963 Janet i Eduardo es traslladen amb la seva família a Dar es Salaam, Tanzània per organitzar les faccions per l'alliberament que lluiten contra els portuguesos a l'Àfrica Oriental Portuguesa. Junts col·laboren en la formació del FRELIMO, i Janet és nomenada directora de l'Institut de Moçambic, la branca no militar del FRELIMO. Aquest Institut recapta fons per organitzar l'educació i la salut, així com beques per a l'estranger per moçambiquesos.
En 1969 assassinaren al seu marit. Després que independència en 1975 assumeix diferents llocs al govern. En 1996 crea la fundació amb el nom del seu difunt marit Eduardo Chivambo Mondlane. Del 2000 al 2003 assumeix el lloc de Secretària del Consell General per a la SIDA dins del govern moçambiquès.
En 2011 li és lliurat un doctorat honorari en ciències educatives per la Universitat Eduardo Mondlane de Maputo, 